# Uzelia clavata
Uzelia clavata är en urinsektsart som beskrevs av Rafael Jordana och Ardanaz 1981. Uzelia clavata ingår i släktet Uzelia och familjen Isotomidae. Inga underarter finns listade i Catalogue of Life.